# Ptychoptera persimilis
Ptychoptera persimilis is een muggensoort uit de familie van de glansmuggen (Ptychopteridae). De wetenschappelijke naam van de soort werd voor het eerst geldig gepubliceerd in 1947 door Charles Paul Alexander.